# アウンサン廟
アウンサン廟（アウンサンびょう、ビルマ語: အာဇာနည်ဗိမာန်）は、ミャンマー（ビルマ）のヤンゴンにある霊廟。シュエダゴン・パゴダの北門近くに位置する。霊廟は、1947年7月19日に暗殺されたアウンサンと暫定政府（独立前）の閣僚を葬っている。毎年7月19日には政府高官が敬意を表するために霊廟を訪問することが慣例となっており、当日は殉難者の日として祝日に指定されている。

## 背景
1947年7月19日午前10時37分（ビルマ標準時）、ラングーン（現・ヤンゴン）のダウンタウンにあったビルマ政庁で閣議を開いていたビルマ独立運動指導者数名が銃撃を受けた。暗殺は対立する政治集団が計画し、その指導者で首謀者とされる「ガロン」ことウー・ソオは、実行犯とともに特別法廷で起訴され、有罪判決を受けた。
暗殺されたのは下記の人物である。
1. アウンサン：首相
2. バー・チョー（英語版）：情報大臣
3. マーン・バー・カイン（英語版）：産業労働大臣
4. バー・ウィン：貿易大臣
5. タキン・ミャー（英語版）：無任所大臣（非公式に副首相とみなされた）
6. ウ・ラザック（英語版）：教育・国家計画大臣
7. サオ・サン・トゥン（英語版）：山岳地帯大臣
8. オン・マウン（英語版）：運輸長官
9. コ・トウェ（英語版）：ラザックの護衛

暗殺直後、イギリス最後のビルマ総督だったヒューバート・ランス（少将）は、ウー・ヌを暫定政府の長に任命した。1948年1月4日にビルマが独立すると、ウー・ヌは初代のビルマ首相に就任した。7月19日は「殉難者の日」として知られる祝日に指定された。

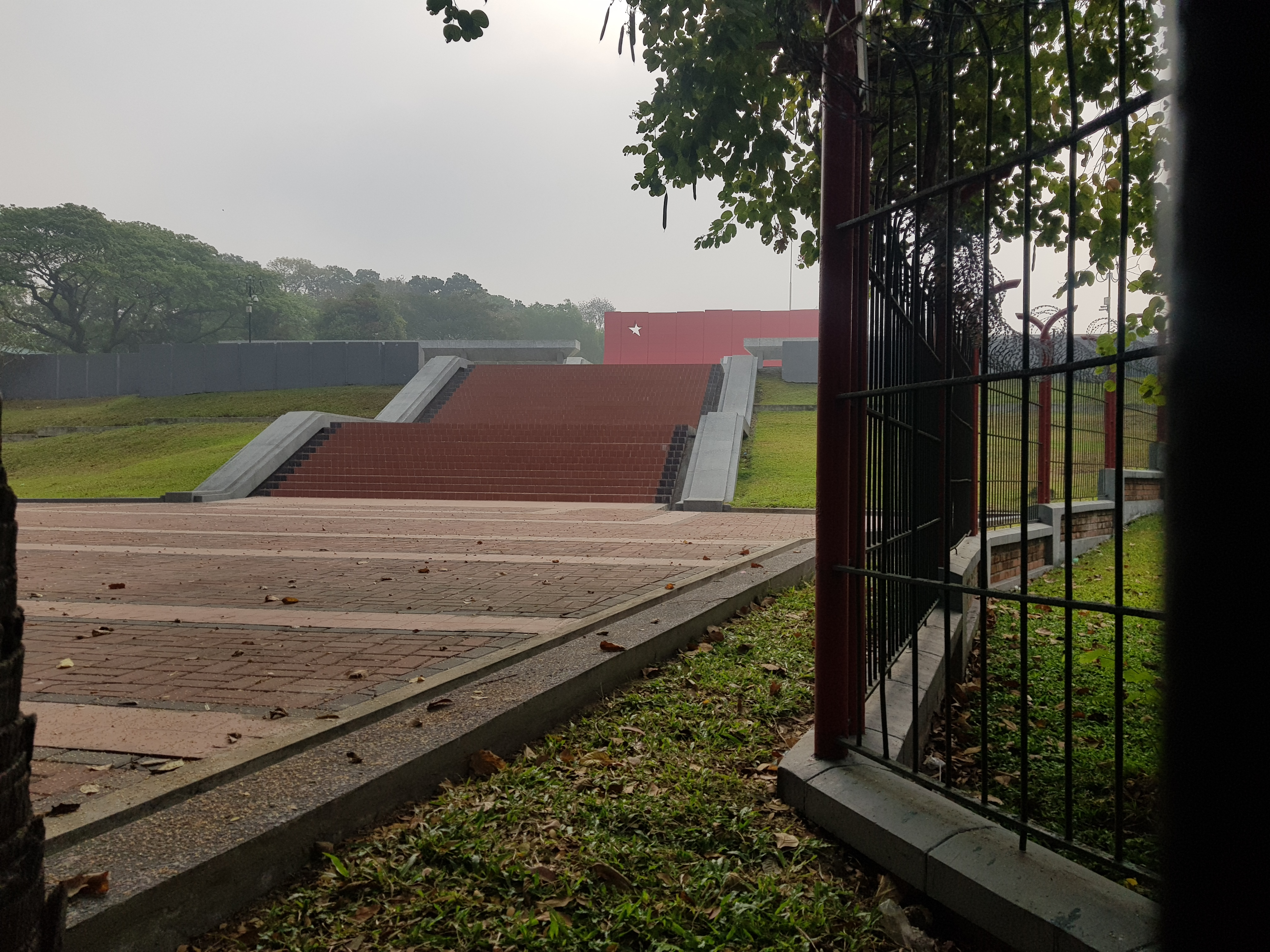
ルザーニ通りから見たアウンサン廟

## 合葬者一覧
霊廟には以下の人物の遺骨が納められている。
1. アウンサン
2. タキン・ミャー（英語版）
3. バー・チョー（英語版）
4. バー・ウィン
5. マーン・バー・カイン（英語版）
6. オン・マウン（英語版）

サオ・サン・トゥンの遺骸は、故郷であるモンパウンで火葬され、遺灰が故郷とアウンサン廟に葬られた。ウ・ラザックとコ・トウェは、タムウェ郡区のムスリム墓地に埋葬された。

## 建築
最初の霊廟が建築されたのは1960年代初期だった。当時の霊廟は、中央に入口を備えた一般的な建築だった。
1982年に政府はビルマの建築家に新しい霊廟のプランを提出するよう求め、工科大学の建築学部に在職していたウ・サン・オーが学校を代表して改築案を提出した。

## 1983年の爆破事件
霊廟は1983年10月9日に、大韓民国第5代大統領である全斗煥の暗殺を狙って北朝鮮の工作員が仕掛けた爆弾により破壊された。爆発は居合わせた人々を直撃し、21人が死亡、46人が負傷した。14人の韓国の閣僚や大統領顧問、ジャーナリストと治安当局者が殺害され、ジャーナリスト3人を含むビルマ国民4人も死亡した。全斗煥大統領は交通渋滞により乗用車が遅れたため、到着する数分前に爆破が発生したことにより無事であった。

## 再建
爆破事件に伴い、ウ・サン・オーの改築案は耐爆仕様にするよう見直しを求められ、2か月をかけて設計案は全面的に変更された。しかし、この案に対して政権トップのネ・ウィンは修正を加え、ウ・サン・オーの大胆なプランは骨抜きにされた。また、床面の素材も安価なものにされた結果、熱さのため裸足で立つことができず、（ミャンマーでは死者に対して無礼とされる）靴を履いた状態での訪問を余儀なくされることとなった。しかも、大学講師の業務の一環であるとして、ウ・サン・オーには報酬が支払われなかった。
霊廟は1985年にネ・ウィンの軍事社会主義独裁政権下で再建された。

## 政治的意義

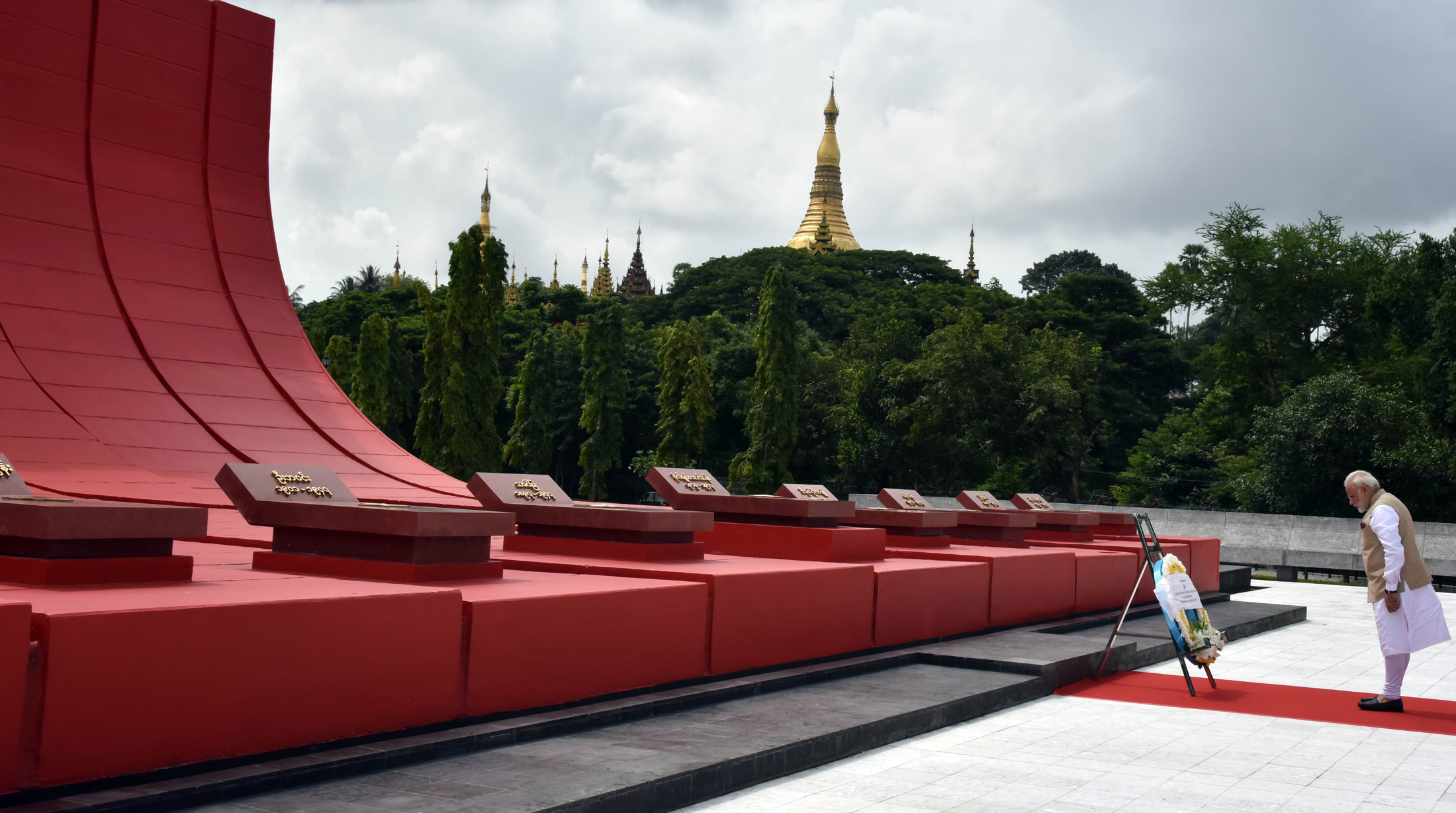
アウンサン廟を訪問したインド首相のナレンドラ・モディ。

8888民主化運動に伴う暴動（1988年）の後、国家平和発展評議会による軍事政権は式典の格を落とし、霊廟での民衆集会を恐れたため一般人の立ち入りを2010年まで制限した。2011年まで、式典に参加する最高位の公的人物はヤンゴン市長だった。2011年に、政府は「殉難者の日」に一般人が霊廟で敬意を表することを許可し、思いを寄せる多くの群衆が詰めかけた。
霊廟への一般人の立入制限が全面的に解除されたのは2013年である。